# شن جین
شن جین یا شن چین (به زبان چینی: 陳進؛ به انگلیسی: Chen Jin یا Chen Chin یا Ch'en Chin؛ ۲ نوامبر ۱۹۰۷ – ۲۷ مارس ۱۹۹۸)، یک نقاش، و هنرمند اهل تایوان بود که به خاطر نقاشی‌هایش از زنان (بیجین) شهرت داشت. گفته می‌شود که او اولین زن نقاش تایوانی است که به رسمیت شناخته شده‌است. او با خطوط ظریف قلم مو و رنگ‌های درخشان، راه را برای هنرمندان زن در نسل‌های آینده ترسیم کرد.

## زندگی
چن جین در ۲ نوامبر سال ۱۹۰۷ در شهرستان هسینچو در  تایوان به دنیا آمد. او برای اولین بار در دبیرستان نقاشی کرد و بلافاصله عاشق این هنر شد. معلم هنرش او را تشویق کرد که هنر را دنبال کند و به پدرش پیشنهاد کرد که تحصیلاتش را در ژاپن ادامه دهد. این یک مسیر غیرمتعارف در آن زمان بود، با توجه به اینکه اکثر هنرمندان تایوان مرد بودند.
در ۱۸ سالگی، شن جین سوار کشتی شد که عازم ژاپن شود. او در آکادمی هنرهای زیبای زنان توکیو پذیرش گرفته بود و اولین زن تایوانی بود که در خارج از کشور به تحصیل هنر می‌پرداخت. شن جین پس از تحصیل زیر نظر هنرمندان معتبر ژاپنی در نمایشگاه هنرهای زیبای تایوان برگزیده شد. او یکی از سه هنرمند تایوانی از ۹۲ شرکت کننده بود. این نمایشگاه به شن جین این فرصت را داد تا آثار خود را برای مخاطبان گسترده‌تری به نمایش بگذارد، و به هنرمندی تحسین‌شده در سراسر تایوان و ژاپن تبدیل شود.

## سبک نقاشی
تمرکز شن جین در درجه اول نقاشی گواش (آبرنگ مات) بود، با تأکید ویژه بر نقاشی‌های فیگوراتیو که زندگی روزمره زنان طبقه بالای تایوانی را به‌تصویر می‌کشید. از سال ۱۹۲۷ به بعد، او بارها برای نمایشگاه هنر تایوان (تایتن) انتخاب شد. اثر او به‌نام «گروه» برای نمایشگاه هنر امپراتوری (تایتن) در سال ۱۹۳۴ انتخاب شد که او را به اولین زن تایوانی تبدیل کرد که کارش برگزیده می‌شود. این نقاشی نمادین دو زن تایوانی را در حال نواختن یک یوکین (yueqin، بانجو چینی) و دیزی (dizi، فلوت بامبو) نشان می‌دهد.
سبک شخصی شن به تدریج توسعه یافت. او اغلب زندگی روزمره در خانه و شکل ایده‌آل بانوی تایوانی را از طریق تکنیک قلم موی دقیق و رنگ‌های زیبا، در آثاری که ویژگی‌های خاص خانم‌های شیک جامعه را آشکار می‌کند، تصویر می‌کرد. 
معروف‌ترین آثار شن که نمونه‌ای از سبک او هستند عبارتند از: آرایش کردن، نخل‌پیچ (پاندانوس)، روزی دیگر و تفکر آرام.

## میراث
شن جین به عنوان اولین زن نقاش برجسته تایوان شناخته می‌شود.
در سال ۲۰۰۳، موزه ملی تاریخ نمایشگاهی با عنوان «زیبایی بانوان شن جین» برگزار کرد که ۳۲ اثر او را از سال ۱۹۳۲ تا ۱۹۹۸ به نمایش گذاشت.
در سال ۲۰۰۶، در جشن صدمین سالگرد تولد او، موزه هنرهای زیبای تایپه نمایشگاهی با عنوان «جشن صدمین سالگرد شن چین» در سه موزه ژاپنی ارائه کرد: موزه هنر شوتو، موزه هنر استان هیوگو، و فوکوکا. موزه هنر. این بزرگ‌ترین نمایشگاه آثار او تا به آن روز بود و اولین باری بود که آثار یک هنرمند تایوانی در یک نمایشگاه بزرگ انفرادی به ژاپن رفت.
تعدادی از آثار چن در مجموعه دائمی موزه هنرهای زیبای تایپه نگهداری می‌شود.
در ۲نوامبر ۲۰۲۲ گوگل برای بزرگداشت ۱۱۵مین سالگرد تولد شن جین نشان گوگل دودل را در تایوان تغییر داد.